# Jurispedia
JurisPedia es un proyecto universitario accesible en Internet consagrado al estudio de los distintos derechos y ordenamientos jurídicos mundiales y a las ciencias jurídicas y políticas. Este proyecto busca ofrecer información sobre todos los derechos nacionales de todos los países del mundo, finalidad que no es utópica y es perfectamente realizable gracias a la herramienta que constituye Internet.
Basado en un sistema wiki, JurisPedia permite unir la facilidad de la cooperación colectiva que permite este sistema con un control universitario a posteriori, sistemático y que permita validar dichas contribuciones. El proyecto es internacional, resultado de una libre cooperación entre muchos equipos de investigación y facultades de derecho en el mundo.
El sitio web asociado al proyecto es consultable en 7 idiomas. Después de cuatro años de existencia, el proyecto agrupa más de 6000 artículos y resúmenes de artículos sobre los derechos de más de 30 países y más de 10000 usuarios registrados en 2008. El carácter abierto de este wiki jurídico, donde todo internauta puede contribuir, no ha implicado un almacenamiento incontrolable y desordenado de información, muy al contrario. Si el aumento de la cantidad de artículos es evidente, queda en todo caso en un número razonable y el carácter universitario del proyecto ha ayudado para agrupar a un conjunto de participantes de un alto nivel jurídico.
Así, una gran proporción de estudiantes de magíster o doctorado, como también de académicos y profesores de derecho, abogados y practicantes legales, notarios y jueces, de más de 30 países, han participado con su apoyo y cooperación en el desarrollo del proyecto.
Sobre la base de esta dinámica, esta verdadera inteligencia colectiva,podría ser mucho más que una simple “Wikipedia de derecho”. La mayoría de los equipos participantes en el proyecto trabajan alrededor de la informática jurídica, este proyecto rápidamente incluyó una serie de herramientas que permiten facilitar a la vez la búsqueda y la puesta a disposición de información jurídica en línea.
Primero, gracia a las herramientas de la Web 2.0, que permiten delimitar la búsqueda a una Internet jurídica pertinente.
Pero, más profundamente, nuestra participación en el desarrollo de los metadatos semánticos que aplicaremos al derecho, buscan constituir, sobre la evolución del proyecto JurisPedia, una clara herramienta de fiabilidad evidente.
Esta evolución busca también elaborar relaciones semánticas entre los derechos alrededor del mundo, permitiendo facilitar la investigación en derecho comparado.
En otro orden de ideas, este conjunto de contribuciones/contribuyentes constituye un uso muy exacto de la Internet en el mundo universitario: más allá del aprendizaje en línea y de la utilización de la Internet como un medio de reproducir en la metodología clásica de la enseñanza teleportándolo, JurisPedia es también una pasarela entre los bancos de las facultades hacia el exterior. 
De la misma manera, como es posible obtener en JurisPedia Información del derecho civil de Indonesia en lengua francesa o sobre el derecho constitucional senegalés en lengua árabe, los contribuyentes de los artículos e informaciones disponen igualmente de un medio para ser contactados por los lectores de sus artículos para consultas sobre su ordenamiento jurídico o bien por consultas profesionales. Los contenidos son sometidos a una licencia Creative Commons, muy amplia que permite la reutilización sin fines comerciales. La finalidad comercial es entregada en licencia exclusivamente por el autor del artículo utilizado, esta decisión es la más razonable dado que la brecha digital también es un elemento importante a considerar en este proyecto internacional, en el que los países desarrollados son los que utilizan comercialmente las creaciones conectivas, y estamos orgullosos de tener contribuyentes y autores haitianos y de Sudán.
JurisPedia es un proyecto internacional que debe seguir ciertas reglas al mismo tiempo simples y federativas, así que un esfuerzo inicial fue efectuado para eliminar espontáneamente todo lo  geocéntrico y pragmático, sin filtros, el derecho tal cual es no el derecho como debe ser, según una visión específica. Por otra parte, el proyecto sigue la Declaración Universal de los Derechos Humanos de la Organización de las Naciones Unidas.
Analizar el derecho mundial no es necesariamente una visón globalizante, el derecho también le pertenece a las culturas alejadas o próximas a la nuestra
El derecho compartido viene a ser entonces un programa en el que la ignorancia de la ley no excusa su cumplimiento, pero en el que JurisPedia ofrecerá con el tiempo, la posibilidad de apreciar o de reaccionar por aquello que se hace en el exterior, no solamente hacia el Oeste, pero también hacia el Norte, el Este y el Sur.